# 田中音緒
田中 音緒（たなか ねお、1996年11月16日 - ）は、日本の女性声優。東京都出身。クロコダイル所属。父はプロレスリングアナウンサーの田中ケロ。

## 人物
リングアナウンサーの田中ケロの次女として生まれる。元々いろいろな職業に憧れがあったが、中学生のころ当時放送されていた『とらドラ！』『ハヤテのごとく！』と出会い、どちらも声優 釘宮理恵が声を当てていることに感動し、声優になることを決意する。
元々、YouTube内にてFPSなど、前事務所であるオブジェクトのマネージャーなど関係者の協力で萩原あみとのコラボ配信を行っていたが、2022年2月6日にて、チャンネルを一新して2Dモデルや、3Dモデルを使用して、バーチャルアバター体を持って配信活動を再開した。2022年5月に新たにLive2Dを公開して、同時にメンバーシップも開設した。歌ってみたの評価が高く、再生回数は平均的に10万再生を超えている。なお、リニューアル前の過去のアーカイブは非公開となっている。
- 趣味：ダーツ、ゲーム
- 特技：ベース演奏

## 略歴
- 『ゴシックは魔法乙女〜さっさと契約しなさい!〜』のイサミ、ルーチェ他のCV.を担当（2015年 - 現在）。
- 『ゴシックは魔法乙女〜さっさと契約しなさい!〜』にて、学園編 カレンデュラ・ヴルカオン・トリステーザ役を担当する（2017年 - 現在）[5]。
- 『温泉むすめ』日田絢芽 役（2018年 - 現在）[6]
- 2018年10月31日、JTBエンタテインメントを退所し同年11月1日にオブジェクトへ移籍する[7]。
- 2022年2月6日バーチャルアバター体を持って活動開始[8]
- 2022年3月末をもってオブジェクトがプロダクション業務を終了したため、4月1日にクロコダイルへ移籍する[9]。

## 出演

### テレビアニメ
2015年
- 小森さんは断れない!（女子生徒、おばさん）

2016年
- ろんぐらいだぁす!（女子学生2 他）
- ばくおん!!（女生徒）

2019年
- ネコこのゴロ 令和版（ペルシャ猫、女神、うどん屋の店主）

2024年
- さようなら竜生、こんにちは人生（紫色の髪の女性）

### OVA
- FAIRY TAIL（2016年、子供たち）

### Webアニメ
- 政宗ダテニクル（2016年、あんぽん）

### ゲーム
- 東京新世録 オペレーションアビス（2014年、XPD隊員♀）
- ゴシックは魔法乙女〜さっさと契約しなさい!〜（2015年 - 、カレン、他）
- ブレイドクロニクル
- Re:三国志 もえしょう物語（呂玲綺、王異）
- クルセイダークエスト「エピソード3氷と雪の神話」（レイブン[10]）
- 錬神のアストラル（リングアナ[11]）
- ファントム オブ キル（如意金箍棒・神令・フリッグ[12]）
- ビビッドアーミー（マコト）
- イースX -NORDICS-（2023年、アニカ）
- モンスターストライク（2024年、薄墨[13]）

### 配信番組
- 飯塚麻結と田中音緒の放課後ななじかんめ！（2021年6月28日 - 現在）

### ドラマCD
- ちゃんおぷ！C96情報『オフコロ Vol.1』[14]

### デジタルコミック
- バズりたいわたしたち（2021年、瀬川永和）
- アラサーママの私でいいの？(2023年、白石花梨[15])
- 魔王様と結婚したい（2023年、エレノア[16]）
- リトル・キラー（2023年、ユミコ）[17]

### 外画
- 「RE-KILL」 警察女、ＣＭ①

### ユニット参加
- 声優e-sports部 1期生メンバー（2019年11月30日 - 現在）[18]
- 【Re:Union】 「fleur de Sorcière」湯島 花（2019年12月25日 - 現在）[19]

### イベント
- 声優トークショー『政宗ダテニクル』あんぽん役（2016年12月17日）
- 2017『ドキドキ ケイブの入学式〜先生も胸ふくらむ春！〜』（2017年4月7日）
- 【WALLOP最強秋祭り〜スマイルオータムジャンボDX〜】音緒の部屋（2017年9月30日）[20]
- 『学園乙女スペシャルトークイベント』（2017年10月29日）[21]
- AbemaTV 『72時間ホンネテレビ』 ナレーション（2017年11月3日）
- 『第1回ごまおつスコア大会 もみのきもみ♡もみ 天使が跳び出すクリスマス大決戦』（2017年12月16日）
- 『モクラジ（仮）』公開収録 (2018年3月10日）
- 「Kleissis」とらのあなトークイベント MC（2018年11月10日）
- 『YUKEMURI FESTA Vol.17＠羽田空港』ゲスト出演（2018年12月9日）[22]
- 「ゲーがく女子養成学園」体験入学生（2018年12月18日）
- 「ゲーがく女子養成学校」加入試験（2019年1月15日）
- 「ゲーがく女子養成学校」（2019年1月15日 - 3月5日）
- 「ゲーがくTV!」（2019年4月9日 - 現在）
- 「こえずか×温泉むすめ」（2019年7月21日）[23]
- 『オブジェクトフェスタvol.2』（2019年11月4日）[24]
- 『声優e-Sports部 活動報告 Vol.1』（2019年11月30日）
- コミックマーケット97 Re:Unionブース「fleur de Sorcière」メンバーとしてお渡し会 参加（2019年12月29日）[25]
- 朗読「せいゆうろうどくかい」
- ファンキル公式番組「ファンキルに帰ろうVol.0.1」？？？？役（電話出演）

### 舞台
- 朗読劇「Dream Lesson 〜PUU〜」鮫殴はにわ子役 2019年12月20日 - 2019年12月29日（全19公演内10公演）
- キミに贈る朗読会「サトラレ〜the reading〜」（2021年4月10日 - 11日、MsmileBOX 渋谷[26]）
- キミに贈る朗読会「サトラレ〜the reading〜 Vol.8」（2021年10月9日 - 10日、MsmileBOX 渋谷[27]）
- キミに贈る朗読会 『STARMARIEの声と妄想の世界』 Vol.4（2022年9月10日・11日、MsmileBOX渋谷[28]）
- キミに贈る朗読会 特別編「～約束のバレンタイン～」（2023年2月11日、MsmileBOX渋谷[29]）
- キミに贈る朗読会「記憶の森とルミナストレイン」（2023年10月7日 - 8日、MsmileBOX渋谷[30]）
- キミに贈る朗読会 「VOICEinBOX～声優さん、出番です～」 Vol.6（2023年11月23日、MsmileBOX渋谷[31]）
- キミに贈る朗読会「きれいで かわいい きみがすき」（2024年2月12日、MsmileBOX渋谷[32]）
- キミに贈る朗読会「今夜、きみの声が聴こえる Vol.2」（2024年7月27日 - 28日、MsmileBOX渋谷[33]）
- キミに贈る朗読会「バレンタインの秘密」（2025年2月8日 - 9日、MsmileBOX渋谷[34]）
- キミに贈る朗読会 「VOICEinBOX～声優さん、出番です～」 Vol.14（2025年4月13日、MsmileBOX渋谷[35][36]）

## ディスコグラフィ

### キャラクターソング
| 発売日        | タイトル                                                | 歌 | 楽曲                   | 備考                                                 |
| ------------- | ------------------------------------------------------- | --- | ---------------------- | ---------------------------------------------------- |
| 2018年8月10日 | でこピタ☆Fight!!                                        | LOVE☆MAXフレンズ | 「でこピタ☆Fight!!」   | ゲーム『ゴシックは魔法乙女 学園編』関連曲            |
| 2020年8月14日 | Command ON Summer!                                      | ヒョウハ・神令・テュール（角元明日香）、ロジェスティラ・神令・スクルド（堀場美希）、オルフェウス・神令・フォルセティ（平流エレン）、如意金箍棒・神令・フリッグ（田中音緒）、ミュルグレス・神令・トール（岩井映美里）、イチイバル・神令・オーディン（二ノ宮愛子） | 「Command ON Summer!」 | ゲーム『ファントム オブ キル』海上編2020テーマソング |
| 2020年9月30日 | summer steady go                                        | ヒョウハ・神令・テュール（角元明日香）、ロジェスティラ・神令・スクルド（堀場美希）、オルフェウス・神令・フォルセティ（平流エレン）、如意金箍棒・神令・フリッグ（田中音緒）、ミュルグレス・神令・トール（岩井映美里）、イチイバル・神令・オーディン（二ノ宮愛子） | 「Party “ON” MIX」     | ゲーム『ファントム オブ キル』関連曲                 |
| 2021年3月31日 | ゴシックは魔法乙女 キャラクターソング CD カレン「陽炎」 | カレン（田中音緒） | 「陽炎」               | ゲーム『ゴシックは魔法乙女 学園編』関連曲            |

### ユニットメンバー
1. ↑  エリオ（高木美佑）、カレン（田中音緒）、チコ（星守紗凪）、カモミール（河実里夏）、アンゼリカ（甲賀美月）、ルベリス（皆川あずさ）